# Ronald Coase
Ronald Harry Coase (Willesden, 29 dicembre 1910 – Chicago, 3 settembre 2013) è stato un economista britannico naturalizzato statunitense, vincitore del premio Nobel per l'economia nel 1991 «per la scoperta e la spiegazione dell'importanza che i costi di transazione e i diritti di proprietà hanno nella struttura istituzionale e nel funzionamento dell'economia».
Trasferitosi negli Stati Uniti negli anni cinquanta, docente all'università di Buffalo, della Virginia e di Chicago è morto nel 2013 all'età di 102 anni.

## La teoria dell'Impresa

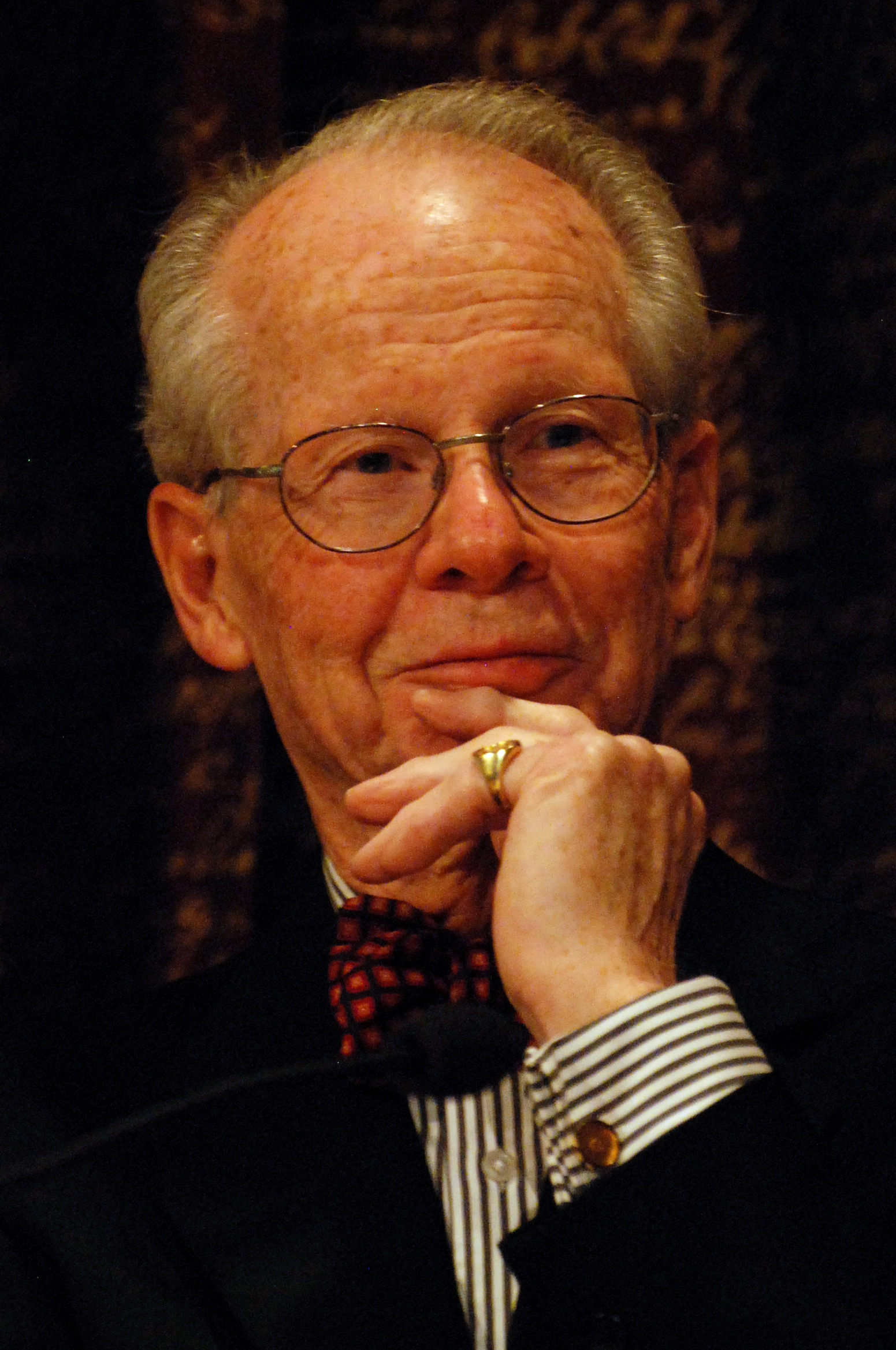
Oliver E. Williamson

Nel 1937 Coase scrive un saggio destinato a una lunga fortuna e a far nascere l'approccio neo-istituzionalista alla teoria dell'impresa, cui ha contribuito anche Oliver E. Williamson.
Il punto di partenza dell'analisi coasiana è semplice: se realizzare transazioni di mercato non comportasse alcun costo, ognuno potrebbe lavorare per conto suo, scambiare i beni e i servizi che produce ed essere completamente "padrone di se stesso". Ma se, d'altra parte, esistono imprese di enormi dimensioni, ciò deve dipendere dal fatto che "internalizzare" le relazioni fra gli individui all'interno delle imprese presenta dei vantaggi rispetto al loro esclusivo coordinamento sul mercato. La risposta di Coase è la seguente: "all'esterno dell'impresa i movimenti dei prezzi dirigono la produzione che viene coordinata da una serie di scambi sul mercato. All'interno dell'impresa, queste transazioni di mercato sono eliminate e al posto della complicata struttura di mercato con transazioni di scambio viene posto l'imprenditore/coordinatore che dirige la produzione". Coase propone una teoria dell'impresa basata sul confronto tra costo d'uso del mercato e costo d'uso dell'impresa per il governo di una determinata transazione. Le imprese esistono dunque perché riescono a realizzare alcune transazioni ad un costo minore di quello associato alla contrattazione di mercato. Risparmiando questi costi e affidando la direzione gerarchica delle risorse all'imprenditore, l'organizzazione di impresa si caratterizza per una maggiore efficienza rispetto al mercato.
D'altra parte, si chiede Coase, "perché se uno con l'organizzazione di impresa può eliminare taluni costi e di fatto ridurre il costo di produzione, continuano comunque a sussistere le transazioni di mercato? Ovvero, perché l'intera produzione non viene effettuata da una sola grande impresa?". La risposta di Coase è che anche all'interno di una data impresa deve essere raggiunto un punto in cui "i costi di organizzare una transazione in più all'interno dell'impresa sono uguali ai costi che comporta l'effettuazione della transazione nel mercato aperto".
Questa soglia indica il limite del processo di internalizzazione delle transazioni, la dimensione ottima dell'impresa e i rapporti intercorrenti tra dimensione dell'impresa e dimensione del mercato rispetto a ogni data transazione. All'aumentare delle transazioni internalizzate dall'impresa, il conseguente incremento della dimensione dell'impresa può implicare rendimenti decrescenti per la funzione imprenditoriale e dunque rendere sempre più costoso organizzare ulteriori transazioni all'interno dell'impresa. La dimensione ottimale dell'impresa è dunque, per Coase, quella che consente, per converso, di ottenere anche la dimensione ottima del mercato: "abbiamo dunque una teoria dell'equilibrio mobile" tra i confini dell'impresa e quelli del mercato.
Sintetizzando, un'impresa tende ad essere più grande (Coase, 1988): quanto minori sono i costi di organizzazione e quanto più lentamente questi costi crescono all'aumentare delle transazioni organizzate; quanto meno è probabile che l'imprenditore commetta errori e quanto minore è l'incremento negli errori all'aumentare delle transazioni organizzate; quanto maggiore è la diminuzione (o quanto minore è l'aumento) del prezzo di offerta dei fattori di produzione per le imprese di grandi dimensioni.

## Il problema del costo sociale
Nel 1960 Coase estende la precedente analisi basata sui costi di transazione al caso più generale in cui l'uso dei diritti di proprietà sul mercato comporta dei costi di transazione. Se i diritti fossero ben definiti e non vi fossero costi di transazione, il meccanismo di mercato farebbe sì che i diritti di proprietà finirebbero nelle mani dei soggetti che li valutano di più (Teorema di Coase). Si raggiungerebbe così l'allocazione efficiente delle risorse, indipendentemente dall'allocazione iniziale dei diritti proprietari.
Quando tuttavia i costi di transazione sono significativi, l'allocazione iniziale dei diritti e il loro uso influenzano l'allocazione finale e non è detto che il mercato permetta l'allocazione efficiente delle risorse. In presenza di costi di transazione, la definizione e la concentrazione dei diritti proprietari dipende dai costi di transazione stessi.
Al fine di promuovere l'uso e l'allocazione efficiente delle risorse occorre comparare le istituzioni (scambio di mercato, intervento pubblico) che permettono di conseguire la migliore allocazione possibile, dati i vincoli esistenti. Ciò significa che in presenza di conflitti sull'uso di diritti proprietari, l'intervento pubblico (ad esempio attraverso la tassazione pigouviana) è desiderabile solo se comporta un'allocazione più efficiente dello scambio di mercato.

### Due esempi significativi
Nel suo articolo The problem of the social cost, Coase descrive come nell'ideazione e nella scelta di accordi sociali, volti a limitare le esternalità dell'attività di un agente sul benessere di un altro agente, bisogna considerare l'effetto totale che si ha sul benessere della collettività. Secondo Coase però, se non ci sono costi di transazione e agenti con potere di mercato, una qualunque distribuzione dei diritti di proprietà può portare all'efficienza, l'importante è che i diritti siano scambiabili tra gli agenti. Descriviamo di seguito attraverso due esempi, l'importanza che possono avere gli accordi sociali nel raggiungere l'efficienza:

#### L'allevatore e il contadino
Il primo riguarda il rapporto che corre tra un allevatore di bestiame e un contadino. Immaginiamo che in un allevamento di bestiame, finalizzato alla produzione di carne, una mandria si sposti raggiungendo le coltivazioni dei terreni adiacenti, danneggiandole. In assenza di barriere di proprietà, un aumento del bestiame allevato porterà maggiori danni per le colture. Inoltre bisogna considerare anche il danno marginale, variabile in quanto una mandria più grande potrebbe diventare più agitata e creare più danni. Assumiamo che il prezzo della coltura sia di 1$ per tonnellata. Per ogni manzo, il contadino perde una tonnellata di coltura, per 2 manzi ne perde 3, quindi con un costo addizionale per manzo di 2$, per 3 manzi ne perde 6, costo addizionale 3$, per 4 manzi invece ne perde 10, costo addizionale 4$. Se si ritiene l'allevatore di bestiame responsabile del danno causato, allora egli avrà un costo addizionale di 3$ se aumenta i manzi da 2 a 3. L'allevatore allora nel decidere la dimensione della mandria, sceglierà di aumentarla solo nel caso in cui il profitto addizionale della carne prodotta sia maggiore del costo addizionale che l'aumento comporterà in termini di danni al contadino. Assumiamo che sia possibile per l'allevatore costruire una barriera tra i due terreni, al costo di 9$. Potrebbe essere vantaggioso per l'allevatore, dato il costo della barriera, pagare i danni se la mandria è formata da 3 o meno manzi, pagando al massimo 6$. Si nota come possa essere conveniente per l'allevatore, se ritenuto responsabile, distruggere la coltura del contadino, anziché cercare di un accordo con lui per costruire una barriera.
Supponiamo che il guadagno netto del contadino per una certa porzione di terra possa essere di 2$, in quanto ricava 12$ dalla vendita delle colture e sostiene una spesa di 10$ per la coltivazione. Il contadino manterrà comunque il guadagno netto di 2$ in caso di danneggiamento delle colture, se l'allevatore, ritenuto responsabile, paga un rimborso per i danni provocati da 2 manzi, ossia 3$. L'allevatore potrebbe però star meglio se il contadino fosse disposto a non coltivare la porzione di terra per un prezzo minore di 3$, mentre il contadino, considerando il suo guadagno netto di 2$, sarebbe potrebbe essere disposto a non coltivare quella porzione di terra per qualsiasi pagamento maggiore di 2$. Coase nota come esista la possibilità di un mutuo accordo satisfattorio. Inoltre, una procedura che invece preveda un rimborso per un danno causato dal bestiame, ma che non permette la possibilità di rendere la coltivazione discontinua, potrebbe comportare un impiego troppo basso di fattori nell'allevamento e un impiego troppo alto di fattori nella coltivazione. Nel lungo periodo infine, i rimborsi dovuti dall'allevatore al contadino potrebbero rendere l'attività di allevamento meno remunerativa dell'agricoltura, determinando minori investimenti nel settore dell'allevamento e una produttività più bassa per l'allevatore, viceversa nel settore dell'agricoltura e per il contadino.
La presenza di esternalità può far sì che il mercato non raggiunga un'efficiente allocazione di risorse. Lo stesso si verificherebbe se l'allevatore fosse privo di responsabilità legale e il contadino dovesse pagare l'allevatore per non diminuire la dimensione della sua mandria. Secondo Coase dunque in assenza di costi di transazione, a prescindere dall'attribuzione di responsabilità, gli individui saranno in grado di raggiungere una soluzione collettivamente desiderabile, come sostenuto in precedenza descrivendo la possibilità di un mutuo accordo satisfattorio tra allevatore e contadino. È necessario soltanto sapere che esiste una responsabilità, poiché senza lo stabilimento di un'iniziale delimitazione di diritti non potrebbero esserci transazioni per trasferirli o ricombinarli. Coase nota anche che un eventuale accordo, ad esempio tra contadino e allevatore, potrebbe dipendere anche dall'abilità contrattuale degli individui coinvolti, con il rischio di uno squilibrio nella distribuzione del reddito.

#### Il medico e il pasticciere
L'esempio è tratto da una controversia realmente avvenuta fra un pasticciere ed un medico. Il rumore dei macchinari del laboratorio di pasticceria impediva al medico di svolgere il suo lavoro, in quanto il laboratorio e la stanza di consultazione del medico erano contigue. Il tribunale riconobbe al medico il diritto a non essere disturbato e inoltre obbligò il pasticciere a sostituire i propri macchinari con altri meno rumorosi ma anche meno produttivi. Il tribunale, non considerò però il fatto che il medico avrebbe potuto spostare lo stanza di consultazione in un'altra ala della sua proprietà per non subire fastidi, ma eliminò semplicemente l'effetto esterno, limitando l'attività del pasticciere.
Coase attraverso questo caso storico, mostra come in realtà la questione non consista semplicemente nel rimuovere il danno che una parte infligge all'altra, ma che un danno per qualcuno ci sarebbe comunque, e quindi il problema diventa evitare il più grave fra i due. Coase concluse che, in assenza di costi di transazione, le parti sono in grado di trovare la soluzione migliore per entrambi, indipendentemente dalla responsabilità legale imposta dalla legge.
In un contesto privo di costi per la contrattazione, Coase osservò che qualora il pasticciere avesse pagato al medico una somma di denaro in grado di compensarlo della perdita di reddito subita per la cessazione dell'attività medica o per il trasferimento della stessa in un'altra ala della proprietà, questi avrebbe potuto acconsentire ai rumori dei macchinari. Viceversa, in caso di sentenza favorevole al pasticciere, che lasciasse cioè il pasticciere libero di utilizzare i macchinari, nell'eventualità in cui l'attività del pasticciere avesse diminuito il reddito del medico più di quanto avesse aumentato il suo, il medico avrebbe potuto pagare qualcosa al pasticciere per indurlo ad interrompere l'uso del macchinario e poter così continuare a visitare i pazienti senza difficoltà.
Dagli esempi evinciamo quindi la tesi sostenuta da Coase. Se non ci sono costi di transazione e non ci sono agenti che hanno potere di mercato, una qualunque distribuzione dei diritti di proprietà porta all'efficienza. Quello che è importante è che il diritto di un agente sia scambiabile, è arbitrario stabilire chi ha inizialmente un diritto.